# لوئیس اسان
 لوئیس اسان (انگلیسی: Louis Essen؛ زاده ۶ سپتامبر ۱۹۰۸ درگذشته ۲۴ اوت ۱۹۹۷) یک فیزیک‌دان اهل انگلستان بود.